# Henri Auguste Pélegrin
Pour les articles homonymes, voir Pélegrin.
Henri-Auguste Pélegrin, né le 30 novembre 1841 à Bollène, décédé le 25 décembre 1882, fut un ingénieur français qui introduit l'industrie du gaz au Japon.

## Biographie
Henri-Auguste Pélegrin fils de Maurice-Casimir et d'Ursule Meynard, petit-fils de Jean-Baptiste Pélegrin, né à Bollène le 30 novembre 1841.
Il commença ses études au lycée de Tournon (Ardèche) puis entra à l'école Centrale des Arts et Manufactures à Paris en 1859. Il fut de la promotion de 1862, après avoir complété son instruction préparatoire à Paris à l'institution Jauffret. Il choisit la spécialité de Chimiste mais débuta par un travail de mécanique en partant au Portugal installer une huilerie hydraulique aux environs de Porto.
En 1869, Henri-Auguste Pélegrin commença à étudier un projet détailler d'aménagement de l'éclairage au gaz au Japon, à partir des notes de Sir Harry Smith Parkes et s'occupa de l'éclairage de la ville de Shanghai. 
Il fut chargé par Kaémon Takashima, riche homme d'affaires influent investi dans de nombreux projets au début de l'ère Meiji, de construire l'usine à gaz de Yokohama. En juillet 1872 les travaux commencèrent, 130 candélabres et huit fours furent installés.
Henri-Auguste Pélegrin fut ensuite chargé par la chambre de commerce de la ville de Tokyo, de l'installation du gaz dans la ville. L'inauguration eut lieu en décembre 1874 et des aménagements et agrandissements d'usine eurent lieu jusqu'en 1879. En 1885 son entreprise, contrôlée jusqu'ici par le gouvernement japonais fut vendue à une société privée la Tokyo Gas Company, Ltd qui en continue encore aujourd'hui l'exploitation.
Il quitta Tokyo en 1879 pour se rendre en Espagne et diriger la Compagnie du Gaz de Malaga. Il partit ensuite à Haïti où il exploita une immense forêt de bois de campèche, qui permettra plus tard l'établissement d'une sucrerie coloniale.
Il mourut en Haïti le 25 décembre 1882 .